# Линден (Техас)
Линден (англ. Linden) — город в США, расположенный в северо-восточной части штата Техас, административный центр округа Касс. По данным переписи за 2010 год число жителей составляло 1988 человек, по оценке Бюро переписи США в 2015 году в городе проживало 1979 человек.

## История
Город был образован в 1852 году после того, как в результате пересмотра территорий было решено, что Джефферсон, столица округа Касс, окажется на территории нового округа Мэрион. Линден получил название в честь родного города мэра Вуда в Теннесси. В 1875 году в начался выпуск еженедельной газеты «Cass County Sun». Газета печаталась на станке, который жители Шривпорта утопили в реке Ред-Ривер в 1864 году в ходе гражданской войны, чтобы он не достался войскам Союза.

## География
Линден находится в центральной части округа, его координаты: 33°00′39″ с. ш. 94°21′45″ з. д..
Согласно данным бюро переписи США, площадь города составляет около 9,1 квадратного километра, полностью занятых сушей.

### Климат
Согласно классификации климатов Кёппена, в Линдене преобладает влажный субтропический климат.
| Показатель                    | Янв.  | Фев.  | Март | Апр. | Май  | Июнь | Июль | Авг. | Сен. | Окт. | Нояб. | Дек. | Год   |
| ----------------------------- | ----- | ----- | ---- | ---- | ---- | ---- | ---- | ---- | ---- | ---- | ----- | ---- | ----- |
| Абсолютный максимум, °C       | 27,8  | 29,4  | 32,8 | 31,7 | 35   | 37,2 | 39,4 | 39,4 | 37,2 | 34,4 | 30    | 26,1 | 39,4  |
| Средний суточный максимум, °C | 11,8  | 15,4  | 20,6 | 24,2 | 27,8 | 31,6 | 33,4 | 33,2 | 30,1 | 25,4 | 17,3  | 13,7 | 23,8  |
| Средняя температура, °C       | 5,3   | 8,2   | 12,6 | 17,6 | 21,6 | 25,2 | 27,4 | 26,9 | 24,3 | 18,1 | 11,8  | 7,9  | 17,2  |
| Средний суточный минимум, °C  | −0,2  | 1,7   | 5,9  | 10,8 | 15,1 | 19   | 20,8 | 20,3 | 17,1 | 10,9 | 4,7   | 0,8  | 10,7  |
| Абсолютный минимум, °C        | −13,3 | −11,7 | −9,4 | −1,7 | 5    | 9,4  | 13,9 | 15   | 6,1  | −0,6 | −10,6 | −9,4 | −13,3 |
| Норма осадков, мм             | 99    | 106   | 114  | 125  | 122  | 111  | 81   | 75   | 96   | 101  | 115   | 112  | 1255  |
| Источник: weatherbase.com     |       |       |      |      |      |      |      |      |      |      |       |      |       |

## Население
Согласно переписи населения 2010 года в городе проживало 1988 человек, было 840 домохозяйств и 515 семей. Расовый состав города: 73,7 % — белые, 21 % — афроамериканцы, 0,5 % — коренные жители США, 0,5 % — азиаты, 0,0 % (0 человек) — жители Гавайев или Океании, 2,5 % — другие расы, 1,8 % — две и более расы. Число испаноязычных жителей любых рас составило 5,7 %.
Из 840 домохозяйств, в 27 % живут дети младше 18 лет. 40 % домохозяйств представляли собой совместно проживающие супружеские пары (11,3 % с детьми младше 18 лет), в 16,5 % домохозяйств женщины проживали без мужей, в 4,8 % домохозяйств мужчины проживали без жён, 38,7 % домохозяйств не являлись семьями. В 35,1 % домохозяйств проживал только один человек, 18,1 % составляли одинокие пожилые люди (старше 65 лет). Средний размер домохозяйства составлял 2,22 человека. Средний размер семьи — 2,82 человека.
Население города по возрастному диапазону распределилось следующим образом: 23,5% — жители младше 20 лет, 22,8 % находятся в возрасте от 20 до 39, 30,8 % — от 40 до 64, 22,7 % — 65 лет и старше. Средний возраст составляет 43,9 года.
Согласно данным опросов пяти лет с 2011 по 2015 годы, средний доход домохозяйства в Линдене составляет 25 690 долларов США в год, средний доход семьи — 40 375 долларов. Доход на душу населения в городе составляет 17 107 долларов. Около 18 % семей и 27,4 % населения находятся за чертой бедности. В том числе 42 % в возрасте до 18 лет и 7,5 % в возрасте 65 и старше.

## Местное управление
Управление городом осуществляется избираемыми мэром и городским советом, состоящим из пяти человек. Каждый член совета избирается всем городом. Мэр назначает одного из выбранных членов своим заместителем.

## Инфраструктура и транспорт
Через Линден проходят автомагистраль 59 США, а также автомагистрали штата 8, 11 и 155.
Ближайшим аэропортом, выполняющим коммерческие пассажирские рейсы, является региональный аэропорт Тексарканы Уэбб-Филд примерно в 70 километрах на северо-восток от Линдена.

## Образование
Город обслуживается объединённым независимым школьным округом Линден—Килдер.